# 梅拉克 (大西洋比利牛斯省)
梅拉克（法語：Méracq，法語發音：[meʁak]）是法国大西洋比利牛斯省的一个市镇，属于波城区。

## 地理
梅拉克（43°30'35"N, 0°23'9"W）面积8.24 平方千米，位于法国新阿基坦大区大西洋比利牛斯省，该省份为法国东南部省份，涵盖了贝阿恩与北巴斯克，西临大西洋比斯開灣，北至朗德省，东北接热尔省，东临上比利牛斯省，南与西班牙接壤。
与梅拉克接壤的市镇（或旧市镇、城区）包括：欧加、库布吕克、莱姆、米亚洛斯、普利亚克、塞比、维涅。

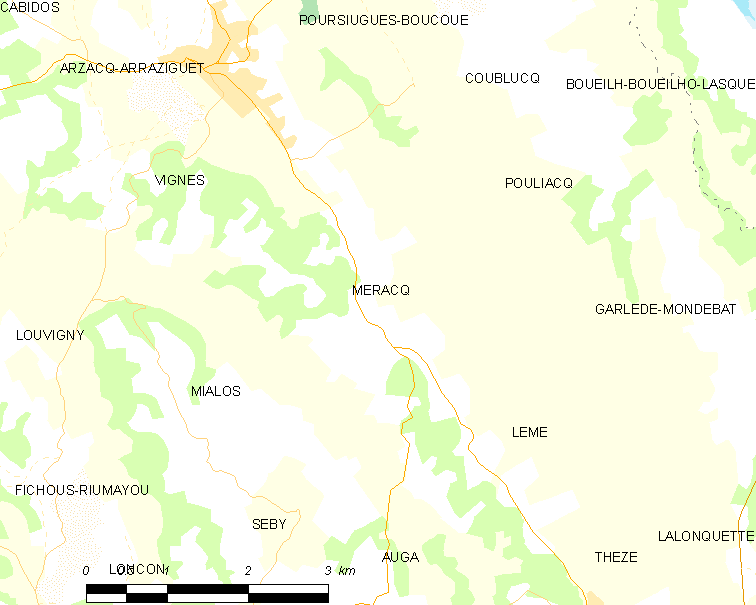
的OSM定位图

梅拉克的时区为UTC+01:00、UTC+02:00（夏令时）。

## 行政
梅拉克的邮政编码为64410，INSEE市镇编码为64380。

## 政治
梅拉克所属的省级选区为阿尔蒂克斯和苏贝斯特尔地区县。

## 人口

1962-2008年间人口变化图示

梅拉克于2022年1月1日时的人口数量为234人。